# Rallo (Ouahigouya)
Pour les articles homonymes, voir Rallo.
Rallo est une localité située dans le département de Ouahigouya de la province du Yatenga dans la région Nord au Burkina Faso.

## Géographie
Rallo se trouve à 11 km au sud-ouest du centre de Ouahigouya, le chef-lieu de la province, et à 6 km au sud-ouest de Sissamba. Le village est traversé par la route nationale 10.

## Santé et éducation
Le centre de soins le plus proche de Rallo est le centre de santé et de protection sociale (CSPS) de Sissamba tandis que le centre hospitalier régional (CHR) se trouve à Ouahigouya.
Rallo possède une école primaire publique.